# Кляйн, Павел
Павел Кляйн (25 января 1652[…], Хеб, Земли Чешской короны — 30 августа 1717[…], Манила; 25 января 1652, Хеб — 30 августа 1717, Филиппины) — чешский монах-иезуит, миссионер и исследователь, долгое время проживший на Филиппинах. Наиболее известен своим личным вкладом в открытие архипелага Палау, который, однако, лично не посещал.

## Биография
Родился в 1652 году в Богемии (Чехии). Получил образование фармацевта. В 1678 году, уже будучи монахом, отправился на Филиппины в составе иезуитской религиозной миссии. Отплыв из Испании, корабль достиг принадлежавшей Испании Мексики, после чего монахи и их спутники пересекли страну посуху, сели на корабль на противоположном берегу и через Тихий океан отправились к Филиппинам, куда они прибыли только в 1681 году.
Филиппины в то время также являлись испанской колонией, освоение которой шло полным ходом. Вскоре Кляйн стал профессором в иезуитском коллегиуме в Маниле, затем — ректором коллегиума, и, наконец, главой всех иезуитов на Филиппинах — так называемым «провинциалом».

## Научный вклад
Научные интересы отца Пабло, как называли Павла Кляйна испанцы, были разнообразны. Он опубликовал подробное описание лунного затмения 1686 года, которое наблюдал на Филиппинах. Издал сборник, посвящённый фармацевтике («Простые рецепты от различных болезней»), в котором предлагал широкое использование местных лекарственных растений и описывал взаимодействие с пациентами-филиппинцами, включая необходимые для этого слова и термины из местных языков.
Кляйн также начал составление первого испано-тагальского словаря (тагальский язык — лингва-франка на Филиппинах). Работа над словарём была продолжена учениками Кляйна. Словарь был издан только в середине XVIII столетия. В дальнейшем словарь неоднократно дополнялся и переиздавался. Последнее на данный момент издание словаря Кляйна увидело свет в 2013 году.
Кроме того, Кляйн являлся автором по крайней мере двух работ религиозного содержания.
Однако, за пределами Филиппин отец Пабло наиболее известен своим вкладом в открытие Палау.

### Роль в исследовании Палау
Жители архипелага Палау исторически поддерживали контакты с филиппинцами, однако, из-за сложной конфигурации течений в этой части океана, испанцам долгое время не удавалось достичь островов. Считается, что ещё в XVI веке один из испанских конкистадоров — Руис Лопес де Вильялобос, плывя к Филиппинам, натыкался на архипелаг. Однако, поскольку целью Вильялобоса являлись куда более крупные Филиппины, гораздо меньшему по размерам Палау он не уделил достаточно внимания. К моменту прибытия на Филиппины отца Пабло, местные испанцы были уже более-менее уверены в существовании Палау — в достаточной степени, чтобы официально провозгласить его своим владением. Однако, высадиться на архипелаге по-прежнему не удавалось, а о его географии и населении испанцы имели весьма смутные представления.
В 1696 году на побережье филиппинского острова Самар потерпела крушение лодка с туземцами, прибывшими с Палау. Кляйн, узнав об этом, встретился с ними и, пользуясь знанием местных языков, сумел как-то с ними объясниться. Туземцы снабдили Кляйна довольно подробной информацией об островах, и даже нарисовали на земле камешками карту архипелага. Перерисовку этой карты Кляйн приложил к длинному письму, которое в 1797 году отправил в Европу генералу ордена иезуитов. Эта дата считается первым безусловным подтверждением существования архипелага.
В дальнейшем, испанцы неоднократно (в 1700, 1708, 1709 годах), снаряжали экспедиции на Палау, однако они не сумели достичь островов. В некоторых источниках утверждается, что в 1710 году один из посланных испанцами кораблей всё-таки сумел  достичь Палау. Однако, фактически первый полноценный контакт между островитянами и европейцами состоялся лишь десятилетия спустя, когда у берегов архипелага сел на мель британский торговый бриг капитана Уилсона.